# Cratere Chinju
Chinju  è un cratere sulla superficie di Marte.